# Aswang
Ein Aswang (oder Asuwang) ist ein leichenfressendes Wesen der philippinischen Mythologie. In anderen Gebieten ist der Aswang eine vampirähnliche Kreatur, die mit ihrer langen, dünnen und hohlen Zunge die Babys im Mutterleib einer schlafenden Schwangeren aussaugt.
Der Mythos des Aswang ist besonders in den Regionen der westlichen Visayas verbreitet. Zudem wird erzählt, dass diese Wesen gerne kleine Kinder verspeisen sollen. Die bevorzugten Körperteile sind dabei die Leber und das Herz. Andere lokale Bezeichnungen für eine solche Gestalt, speziell in Capiz, sind Tik-tik und Wak-wak.

## Grundlagen zu diesem Aberglauben
Der Glaube an einen Aswang ist vor allem in den Visayas und hier besonders in den westlichen Provinzen wie Capiz, Iloilo und Antique sehr gegenwärtig. Dort werden die Geschichten über Aswangs allerdings nicht nur wegen ihres Unterhaltungswertes weitergegeben. Mütter erzählen ihren Kindern diese Schauergeschichten, um sie davon abzuhalten, des Nachts auf der Straße herumzustrolchen.
Der Begriff Aswang wird zeitweise auch als eine allgemeine Bezeichnung für alle Typen von Manananggals (Vampirwesen), Formwandler, Werwölfe und Monster verwendet. Ein Aswang wird dabei oft mit einem Manananggal gleichgesetzt, obwohl beide unterschiedlich sind. Einige Wesensmerkmale und Eigenschaften des Aswang variieren von Volksgruppe zu Volksgruppe. Sie leben dem Vernehmen nach üblicherweise in der Nähe von Bergen und halten sich von Städten fern. Sie besitzen tagsüber ein menschliches Erscheinungsbild und können dem männlichen oder weiblichen Geschlecht angehören, wobei sie in den meisten Gebieten vornehmlich als Frauen auftreten.

## Capiz
Die Provinz Capiz auf der Insel Panay ist auf den Philippinen eine Hochburg der Geschichten über Aswangs, sowie anderer sagenumwobener und mystischer Gestalten, wie Kobolde, Ghule, Manananggals, riesige Pferdemenschen (Tikbalang) und anderer Monster, die man sich dort erzählt und die die lokalen Boulevardblätter füllen. Capiz wird, ungerechterweise, nachgesagt, unzählige Aswangs und Hexenzirkel zu beherbergen, da viele abergläubische Leute in dieser Region nach wie vor an die Existenz dieser Geschöpfe glauben. Aus diesem Grund werden oft Fenster und ganze Räume mit Knoblauchzwiebeln behangen, mit Weihwasser präpariert und mit weiteren Utensilien geschmückt, die diese bösen Kreaturen abwehren sollen.

## Gestalt und Eigenschaften
Ein Aswang ist am Tag ein normales Mitglied der Gesellschaft, das als Metzger, Bestatter oder Totengräber einer regelmäßigen Arbeit nachgeht, dessen Tätigkeit jedoch in Zusammenhang mit totem Fleisch steht. In den meisten Regionen taucht ein Aswang jedoch in weiblicher Gestalt auf. Das Markenzeichen oder die Besonderheit eines Aswangs, das ihn von anderen mythologischen Gestalten der Philippinen unterscheidet, ist seine Neigung, den gestohlenen Kadaver verschwinden zu lassen, indem er in den Stamm einer Bananenstaude das Abbild des Kadavers einritzt.
Aswangs haben in ihrer menschlichen Gestalt ein zeitloses Erscheinungsbild, sie zeigen ein ruhiges, scheues und eigentümliches Verhalten. Üblicherweise streift der Aswang in der Dunkelheit umher und sucht nach einer Möglichkeit, in Häuser zu gelangen, in denen ein Leichnam aufgebahrt ist, da er dessen toten Körper zu stehlen versucht. In anderen Geschichten saugen Aswangs das Blut ungeborener Kinder aus dem Uterus der schlafenden Mutter. Nach einer solchen Mahlzeit ist der Bauch des Ungeheuers so dick, wie der einer Hochschwangeren. Gleichsam populär ist der Glaube, ein Aswang könne den Schatten eines Menschen auflecken, woraufhin der Betroffene stirbt.
Sie können durch zwei Zeichen von normalen Menschen unterschieden werden. Zum einen besitzen sie blutunterlaufene Augen, was die nächtelange Suche nach Opfern mit sich bringt. Zum anderen erscheint die Bildreflexion, die man in seinen Augen erblickt, angeblich auf dem Kopf stehend.
Laut der Überlieferungen verfügt der Aswang über die Möglichkeit, sich von einem Menschen in ein Tier und zurück zu verwandeln. Aswangs haben die Fähigkeit, die Gestalt anderer Tiere annehmen zu können, wie Hunde, Katzen, Fledermäuse und Schlangen.
Ein Aswang kann sich weiterhin in ein Schwein oder einen schwarzen Vogel verwandeln. Während ihrer nächtlichen Aktivitäten sind ihre Füße angeblich nach hinten gerichtet und ihre Zehnägel stehen ab.

## Abarten

### Tik-tik und Wak-wak
Eine Abwandlung des Aswang ist der Tik-tik, der sich bei Nacht in einen großen Vogel oder eine Fledermaus verwandelt. Der Tik-tik streunt danach in dieser Gestalt herum und sieht sich nach schlafenden schwangeren Frauen um. Hat er sein Opfer entdeckt, lässt er sich nieder und streckt seinen sehr langen hohlen Rüssel in die Gebärmutter. Dort leckt er das Baby, um es zu töten, wobei ein Laut zu vernehmen ist, der sich nach tik-tik anhört.
In manchen Erzählungen ist der Tik-tik ein Vertrauter des Aswangs, der die Leute durch sein tik-tik-Geräusch verwirren soll. Wenn sich der Aswang in der Nähe befindet, wird der Laut leiser, so dass man denken soll, der Aswang wäre noch weit weg.
Auf Cebu ist für eine solche Kreatur der Begriff Wak-wak oder Wuk-wuk geläufig. Die Legenden über den Wak-wak und den Tik-tik sind nahezu dieselben, nur dass man sich von dem Wak-wak erzählt, er würde bei seiner Verwandlung in eine Vogelform seinen unteren Körperteil abwerfen, so wie der Manananggal, ein anderes Vampirwesen der philippinischen Mythologie. Der Schrei eines Nachtvogels, der sich nach "wuk-wuk-wuk" anhört, wird als der Ruf dieses Monsters angesehen und löst bei abergläubigen Dorfbewohnern Angst aus. Wie der Tik-tik wird der Schrei des Wak-wak leiser, je näher der Aswang herankommt.

### Agitot und Sigbin
In Panitan (Panit'an) Capiz, gibt es darüber hinaus die Sage von dem Dangga oder Agitot. Diese Abart des Aswang hat einen amüsanten Aspekt, denn man sagt über ihn, er hätte die Gestalt eines hübschen homosexuellen Mannes, der in der Nacht wie ein Vampir Frauen jagt, um ihr frisches Blut zu trinken.
Ein anderer Vertrauter ist der Sigbin oder Zegben. Über ihn heißt es, er wäre eine andere Erscheinungsform des Aswang während andere Abergläubige behaupten, es würde sich bei ihm um einen Gefährten des Tik-tik handeln. Sein Aussehen scheint dem Chupacabra Mittelamerikas und dem Tasmanischen Teufel zu gleichen, mit Ausnahme des fleckigen Fells. Angeblich verfügt dieses Geschöpf über ein breites Maul mit langen Fangzähnen.

## Abwehrmöglichkeiten
Es wird behauptet, man kann die Anwesenheit eines Aswang mittels einer Flasche eines bestimmten Öls erkennen, das aus gekochten und abgegossenen Kokosnussfleisch extrahiert und mit verschiedenen Pflanzenhalmen vermischt wird, wobei besondere Gebete aufgesagt werden müssen. Kommt der Aswang näher oder umstreift in der Nacht das eigene Haus, dann soll das Öl anfangen zu kochen oder aufzuschäumen. Die Reaktion dauert so lange an, bis sich der Aswang wieder entfernt hat.
Eine sehr effektive Waffe gegen diese Geschöpfe ist laut dem Volkstum das Buntot Pagi, eine kleine Stachelpeitsche. Diejenigen, die tapfer genug sind, einem Aswang im Kampf gegenüberzutreten, können ebenso ein glänzendes Schwert aus reinem Silber oder ein Bildnis eines alten Weibes (einer Großmutter) verwenden, um dieses Wesen zu vertreiben. Der Mythos, dass silberne Waffen bösartige Kreaturen zu verjagen vermögen, wurde vermutlich der westlichen Legendenwelt entnommen. Handelt es sich bei dem Aswang um einen Agitot, so kann man diese Untiere durch eine frisch zubereitete Samenflüssigkeit aufhalten, die dem Agitot in den Weg geschüttet oder gewischt wird. Der Agitot wird die Flüssigkeit auflecken, bevor er sein Opfer weiter verfolgt.
Eine weitere Abwehrmöglichkeit ist das Werfen von Salz, das die Haut des Aswang, aufgrund der reinigenden Fähigkeit, die den Salzkristallen in der Hexenkunst nachgesagt werden, verbrennen wird. Mit "Salz" ist dabei eine Kombination von verschiedenen Alkalisalzen gemeint, nicht Tafelsalz alleine. Hypochlorite und andere Salzarten haben hingegen wohl den gleichen Effekt in Bezug auf einen Aswang.

## Berichte und Darstellungen
Wie die Geschichten über UFOs, sind Schilderungen über Aswangs eine der beliebtesten Artikel in Sensationsblättern und Boulevardzeitungen auf den Philippinen. Dies gilt insbesondere, wenn dabei Grabraubungen, Kindesentführungen und Menschen mit exzentrischen oder eigentümlichen Eigenarten sowie andere unerklärbare Begebenheiten im Spiel sind. Es ist bei diesen Geschichten zu beachten, dass es in den Provinzen nach wie vor zahlreiche abergläubige Menschen gibt, die noch immer von der Existenz dieser Gestalten überzeugt sind.

## Buch, Film und Fernsehen
- Science-Fiction-Fernsehserie: Freaky Links Sender: FOX

In der kurzlebigen Fernsehserie Freaky Links bekommen es die Protagonisten in einer Episode mit einem Aswang zu tun. Unabsichtlich wird die Inkarnation dieser Kreatur aus einer mysteriösen Box befreit. Ohne eine Gestalt zu haben, macht sie sich im Schatten verbleibend auf und wandert auf der Suche nach Opfern umher. Anstatt tote Körper zu entwenden, stiehlt diese Kreatur den Schatten der Menschen und damit deren Lebenskraft.
- Buch: One! Hundred! Demons!, Autorin: Lynda Barry

In Lynda Barrys Buch One! Hundred! Demons! (Ein! Hundert! Dämonen!) befasst sich ein Kapitel mit Aswangs. In ihrer Version ist der Aswang während des Tages ein Hund, dessen Hinterbeine länger sind als die vorderen. Während der Nacht verwandelt es sich in eine Frau, die ihre Beine abwirft und auf der Suche nach Beute umherfliegt.
- Film: Aswang (USA 1992), Regie: Wrye Martin, Barry Poltermann

In dem amerikanischen Horrorfilm Aswang (anderer Titel: The Unearthing), geht es um eine junge ledige, schwangere Frau, der eine Offerte unterbreitet wird, die sie nicht ablehnen kann. Ihr wird von einem jungen reichen Mann, Mr. Peter Null, angeboten, gegen einen großen Geldbetrag seine Frau zu mimen, weil dies der Wunsch seiner sterbenden Mutter wäre. Was sie nicht weiß, ist, dass es sich bei dem Mann und seiner Familie um menschliche Fassaden von Aswangs handelt, die es auf ihr Baby abgesehen haben. Die Aswangs in diesem Film laben sich an ungeborenen Föten, deren Blut sie mit ihrer langen röhrenförmigen Zunge auflecken.
- Mystery-Serie: Lost Girl (seit 2010–2015), Produktionsunternehmen: Prodigy Pictures, Shaw Media

In der Folge 1x06 Was giftig ist, isst man nicht kommt eine Aswang vor. Dieses Volk ernährt sich von menschlichen Leichen, welche vom örtlichen Bestattungsunternehmen geliefert werden. Wegen ihres starken Immunsystems können sie auch problemlos schwer verseuchte Nahrung, z. B. durch Ebola oder Pest, zu sich nehmen. Dadurch wird auch die weitere Verbreitung solcher Krankheiten eingeschränkt.
- Grimm: 03x14 "Die Opfergabe", NBC (7. März 2014)

Im Zentrum dieser Folge der Mythen- und Märchenserie Grimm steht ein Aswang im Mittelpunkt des Geschehens. Detective Burkhardt und Griffin helfen einer schwangeren Frau die von einem Aswang angegriffen wurde. Die Frau war mit ihrem Mann auf Anraten eines Polizeikollegen von Dt. Burkhardt von den Philippinen nach Portland gezogen.
- Buch: Torn into Pieces (Oktober 2021), Autorin: Mo Schneyder

Die deutsch-philippinische Autorin Mo Schneyder beschreibt in ihrer auf Deutsch erschienen Gothic Novel "Torn into Pieces" einen Aswang, speziell einen Manananggal, der Menschen die inneren Eingeweide und auch einen ungeborenen Fötus aus dem Körper einer Schwangeren mit seiner langen Zunge aussaugt. Der aus den Philippinen gekommene Aswang treibt sein Unwesen auf einem Château in Frankreich.
- Buch: AERA 2 - Die schwärzeste Macht (März 2022), Autor: Markus Heitz

In Markus Heitz Buch AERA 2 (Die schwärzeste Macht) wird ein Aswang als Racheengel (Seraph) ausgegeben, im Kampf und Intrigen verschiedener Gottheiten. In dieser Version ist der Aswang ein Gestaltenwandler, der mal als Wolf, mal als engelsähnliches Flügelwesen agiert. Es wird getötet durch Durchtrennen des Rückgrats. Im Buch wird verwiesen auf die Philippinen als den Ursprung der Aswang.

## Weitere Gestalten
| - Manananggal - Multo - Kapre - Tikbalang - Mantahungal - Nuno sa Punso - Kataw - Bungisngis | - Bakonawa - Tahamaling - Ada - Batibat - Sigbin - Buso - Pugot |